# Нуи
Ну́и (тувалу и англ. Nui) — атолл и один из девяти административных округов тихоокеанского государства Тувалу. Его площадь составляет 2,83 км², а население — 610 человек (перепись 2017 года).

## География
Состоит из 21 островка (моту): Фенуа-Тапу (крупнейший, 1,38 км²), Меанг, Мотупуакака, Пакантоу, Пилиаиеве, Понгалеи, Талалолаэ, Токиниваэ, Унимаи и других 12 более мелких моту.

## История
Согласно местным легендам, предки жителей Нуи приплыли с островов Гилберта. Европейским первооткрывателем острова стал испанский путешественник Альваро Менданья де Нейра, который в 1568 году назвал атолл Островом Иисуса (исп. Isla de Jesús), потому что он был открыт на следующий день после праздника Святого Имени.
14 июня 1825 года европейцы открыли Нуи во второй раз. Это сделала голландская экспедиция на фрегате Maria Reijgersbergen. Главный остров (Фенуа Тапу) голландцы назвали Nederlandsch Eiland (Голландский остров). Атолл назывался Эгг или Островом Нидерландов.
- Голландская карта острова, сделанная в июне 1825 года.
- Вид на главный остров.
- Вид на атолл.
- Мартин Кляйс (1850-1908) с супругой и сыном.

Население Нуи с 1860 по 1900 год оценивалось от 250 до 300 человек.
Первым и долгое время прослужившим пастором Нуи был Кирисомэ (1865—1899).
В конце XIX века на Нуи жил голландский торговец Мартин Кляйс, который продавал местную копру австралийцам.
В 1885—1886 годах Нуи посетил новозеландский фотограф Томас Эндрю.
В 1919 году на Нуи открылось почтовое отделение, а в 1941 году — климатическая станция.
16 февраля 1882 году на Нуи цунами. С тех пор в этот день проходят торжества — Богин те Иека (День потопа).
В начале марта 2015 года Нуи пострадал от циклона «Пэм», который нанёс ущерб домам, посевам и инфраструктуре. В отчёте, опубликованном 30 марта, сообщается, что из трёх центральных островов Тувалу (Нуи, Нукуфетау и Ваитупу) больше всего пострадал именно Нуи; в частности, он потерял 90 % урожая.

## Население
По переписи 2002 года численность населения Нуи составляла 548 человек (285 женщин и 263 мужчин), плотность населения — 194 человека на км². Согласно переписи 2017 года население атолла составляло 610 человек, плотность населения — 215,5 человек на км². Большинство людей живут на западной оконечности Фенуа Тапу. По данным переписи 2012 года, 321 человек проживало в Аламони-Маяки и 221 человек в Мануталаке-Меанг (Танраке).
Жители атолла разговаривают на языках кирибати, официальном языке Республики Кирибати, и тувалу, официальном языке Тувалу. Их предки прибыли как с Самоа, так и с островов Гилберта (современная Республика Кирибати).
Традиционно нуианская культура организована в трёх семейных кругах — семьях Текаубаонга, Текаунимала и Текаунибити.
Действует Начальная школа Вайпуны.

## Известные уроженцы
- Сэр Иакоба Таэиа Италели (род. в 1950-е) — генерал-губернатор Тувалу с 16 апреля 2010 года по 2019 год[25].